# Xylitol
Xylitol (z řeckého ξύλον – xyl[on], „dřevo“ + přípona -itol, která se používá k označení cukrových alkoholů) je organická sloučenina se vzorcem (CHOH)3(CH2OH)2, též se však nazývá dřevný cukr nebo březový cukr. Patří do skupiny alkoholických cukrů. Xylitol je přírodní sladidlo, které se nachází v přírodě v mnoha druzích ovoce a zeleniny, včetně různých bobulí, zejména ve švestkách, malinách a jahodách, jeho zdrojem jsou i kukuřičné plevy, oves apod. Xylitol se přirozeně vyskytuje i v lidském těle – organizmus dospělého člověka vyrobí až 15 gramů xylitolu denně.

## Vlastnosti xylitolu

### Výhody
Přírodní sladidlo Xylitol má řadu dentálních výhod na zdraví. Pomáhá zlepšovat zdraví ústní dutiny tím, že ztěžuje ulpívání a množení bakterií zubního plaku na zubech. Z tohoto důvodu pomáhá snižovat riziko zubního kazu a zlepšuje ústní flóru. Xylitol má antimikrobiální vlastnost - doslova tlumí růst bakteriálních buněk, a z toho důvodu je využíván v zubním lékařství. Podporuje remineralizaci, resp. životně důležité minerály v našich slinách znovu začleňují do oslabené zubní skloviny - to napomáhá zastavení růstu zubních kazů a předcházeni vzniku nových. Zvyšuje aktivitu bílých krvinek v boji proti bakteriím, což napomáhá předcházet onemocnění dásní a zápachu z úst.
Xylitol je vhodný i pro diabetiky a má asi o 40 % menší kalorický obsah než běžný cukr. Xylitol má hodnotu glykemického indexu (GI) = 7, což je velmi nízká hodnota, oproti sacharóze (cukru), který má 68. Nevzniká zde vysoký a prudký nárůst hladiny cukru v krvi. Tělo na přijetí xylitolu nereaguje produkcí inzulinu. To znamená, že se jedná o přírodní sladidlo, které mohou ve stravě přijímat i lidé trpící diabetem. Může tedy pomoci lidem dosáhnout stabilnější hladiny cukru v krvi.
Jedna čajová lžička (5 ml) obsahující xylitol má 9,6 kalorií, což je méně ve srovnání s jednou lžičkou cukru, která má 15 kalorií. Protože neškodí zubům, je součástí mnoha speciálních žvýkaček a bonbonů. Xylitol je předmětem mnoha odborných studii, protože se předpokládá, že by mohl mít i další využití v oblasti medicíny.  

### Nevýhody
Nevýhodou xylitolu je to, že může mít ve vyšších dávkách laxativní (projímavý) efekt. V běžných dávkách se Xylitol považuje za neškodný. Ve členských státech EU se xylitol označuje na výrobcích kódem E 967. 

### Toxické účinky xylitolu na psy
Podle odborných studií má xylitol toxický účinek na psy. U většiny savců se xylitol pomalu vstřebává do krevního oběhu, ale u psů je rychle absorbován, což vede k rychlému uvolnění inzulínu. To může způsobit nízkou hladinu cukru v krvi (hypoglykémii) a poškození jater.
Klinické příznaky xylitolové otravy u psů se mohou objevit již 30 minut po požití a mohou zahrnovat zvracení, křeče, ataxii (poruchy koordinace pohybů), slabost, depresi a koma. U postižených psů může dojít k nízké hladině draslíku v krvi (hypokalémie). Poškození jater se může projevit několik hodin později, s klinickými příznaky včetně žloutenky (icterus), nízkého počtu krevních destiček a vysoké koncentrace sérové fosfáty.